# کادیلاک سی‌تی‌اس

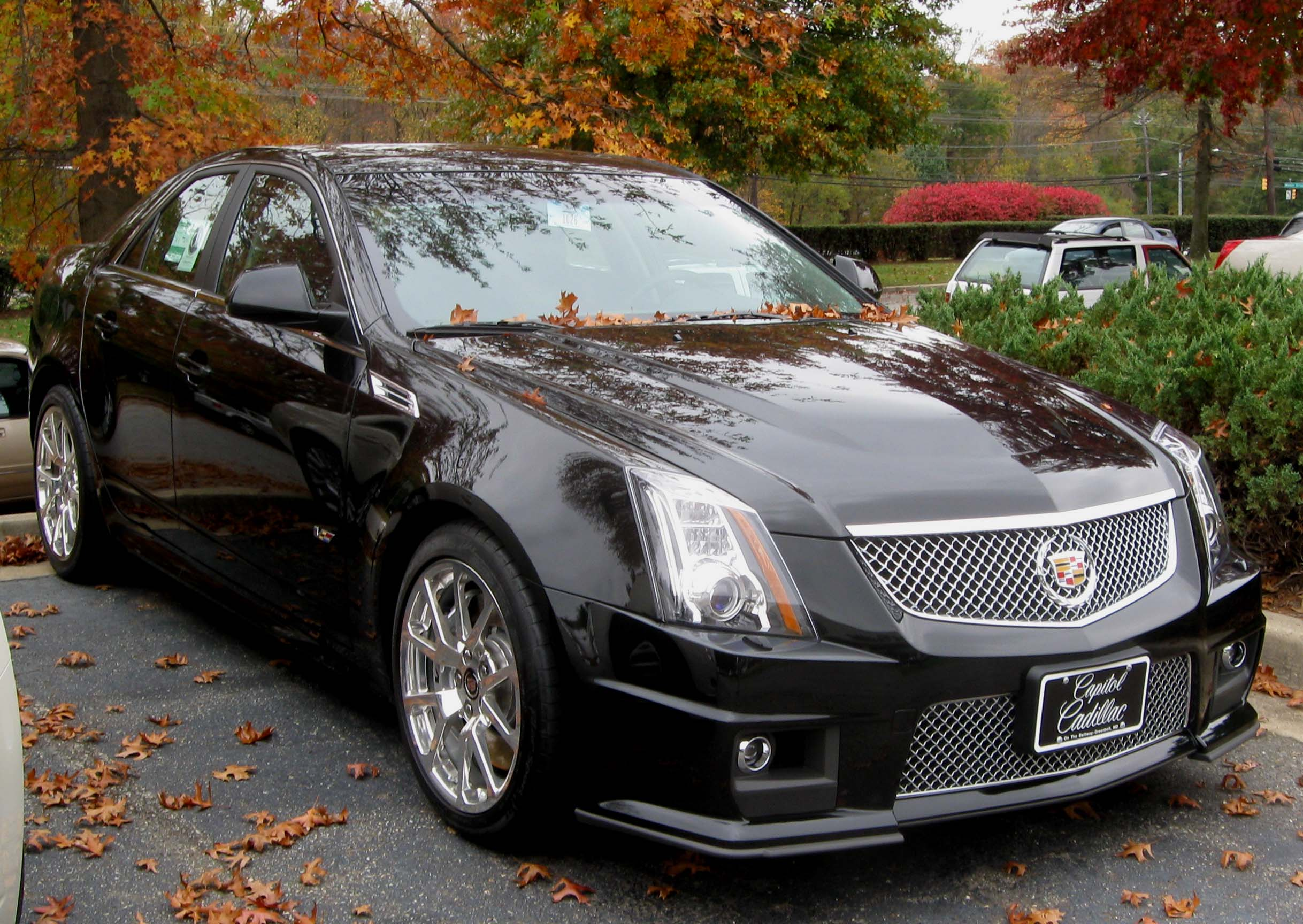
کادیلاک سی‌تی‌اس وی، نسل دوم، مدل ۲۰۰۹

کادیلاک سی‌تی‌اس (به انگلیسی: Cadillac CTS) یکی از مدل‌های خودروی لوکس کمپانی آمریکایی کادیلاک است.

## نگارخانه

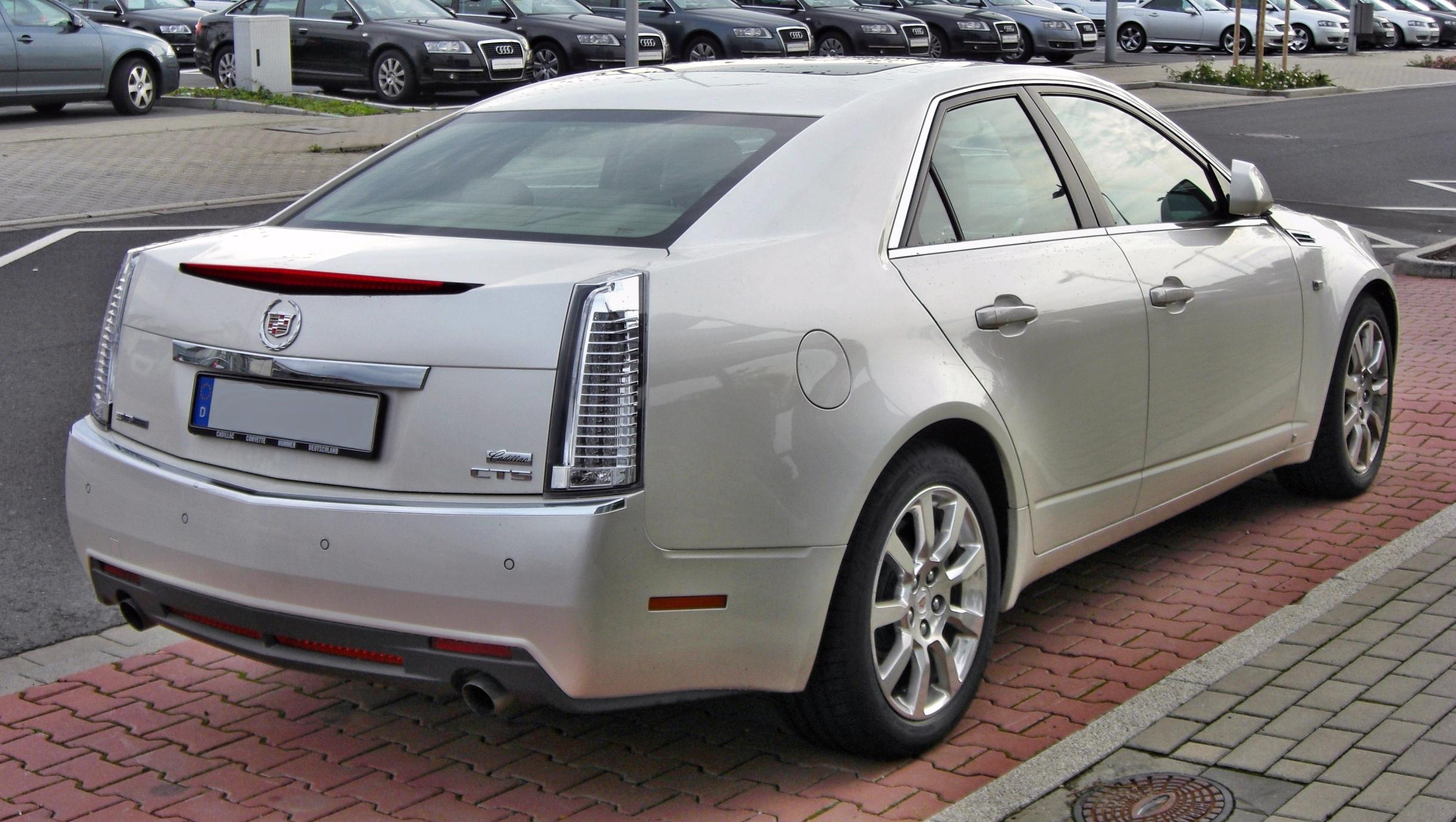
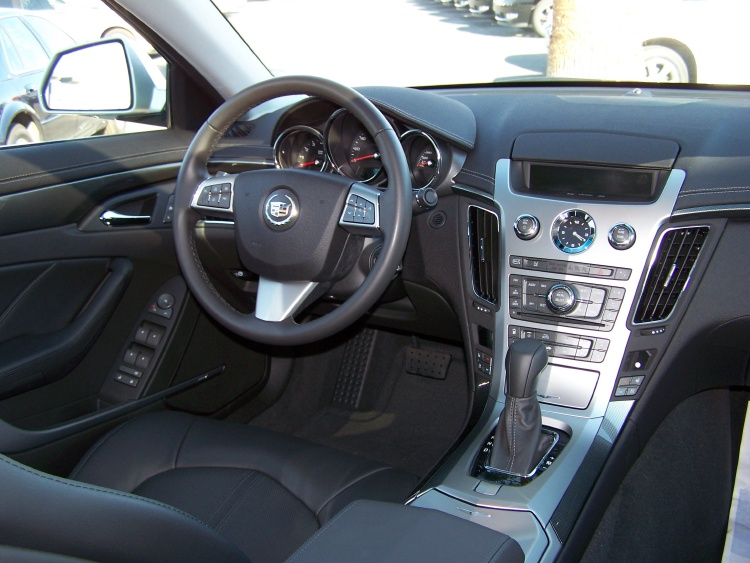
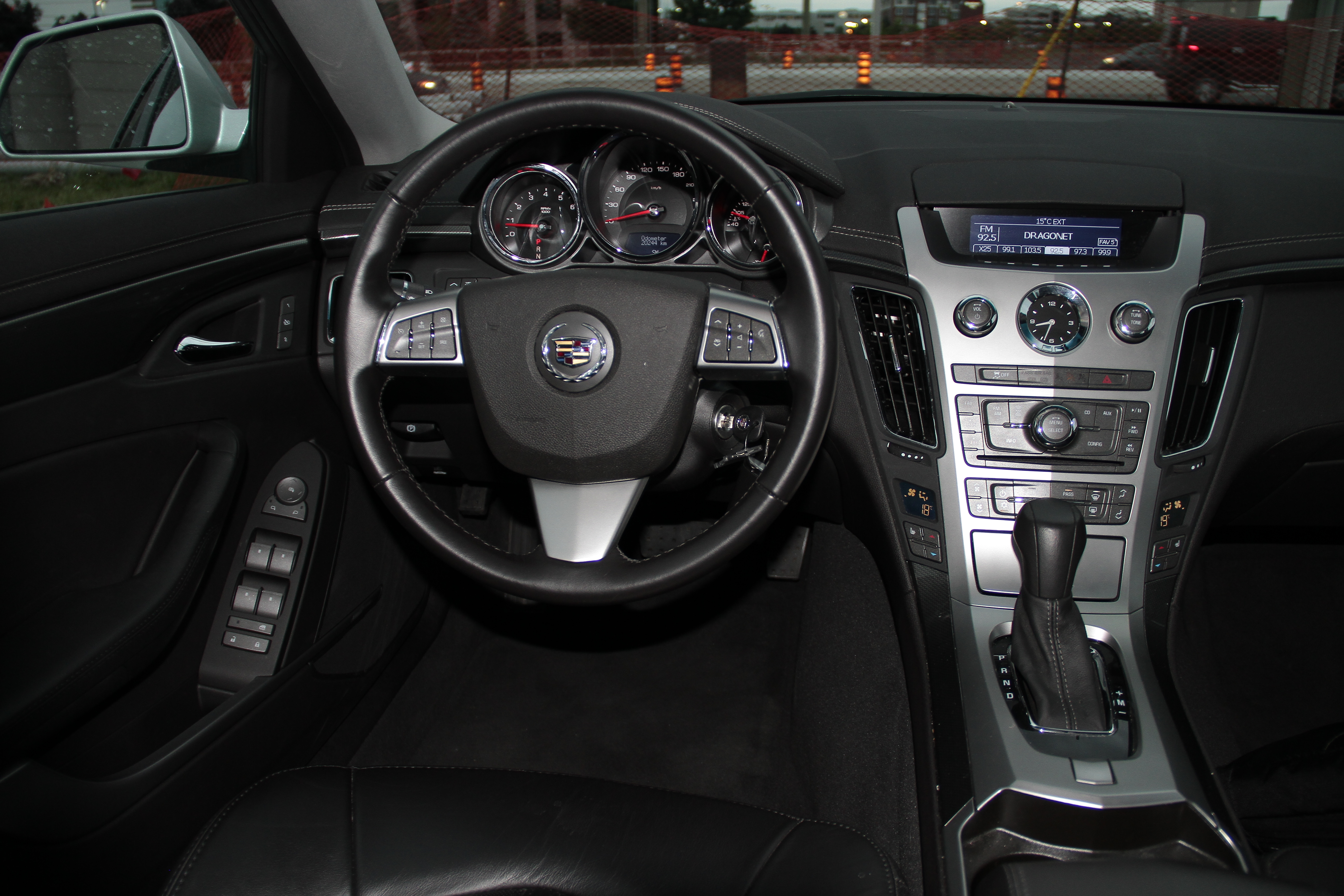